# Люзаков, Павел Борисович
Павел Борисович Люзаков — политик, журналист, правозащитник, бывший политзаключённый (отбывал заключение в 1981—1994, 2005—2007 годах), главный редактор оппозиционной газеты «Свободное слово» (c 1996 года), публицист «Кавказ-центра» (в 2001—2005 годах).

## Биография
Родился в Москве 10 ноября 1962 года. Участвовал в нелегальной диссидентской деятельности. В 1980 году был организатором поджога портрета Леонида Брежнева на фасаде дома на Садовой-Спасской улице в Москве. Место поджога было оцеплено милицией, которая отгоняла прохожих от горящего портрета. 1 июня 1981 года арестован за содействие вооруженной группе, ставившей своей целью коллективный побег в Турцию, осуждён Московским городским судом 21 мая 1982 года к 13 годам лишения свободы (максимальный срок среди участников этой группы, так как считался её организатором). Освобожден 1 июня 1994 года.
В 1994 году вступил в Демократический Союз (ДС), участвовал в различных правозащитных кампаниях. С 29 мая 1996 года — главный редактор газеты «Свободное слово» (издание Московской организации Демократического Союза). С 2001 года являлся постоянным автором интернет-сайта чеченских сепаратистов «Кавказ-центр».
В 1995 году за выступления против войны на Кавказе проходил по уголовному делу № 230547 об оскорблении президента РФ (Б. Н. Ельцина) по статье 131 Уголовного кодекса РСФСР («Умышленное унижение чести и достоинства личности, выраженное в неприличной форме»). Дело было возбуждено прокурором Хамовнической межрайонной прокуратуры Николаем Поповым по факту содержащегося в листовке ДС утверждения: «Борьбу с фашизмом надо начинать с главного палача, оберфашиста Ельцина, а не мелкой сошки вроде Баркашова…». (Дело было заведено одновременно с возбуждением уголовного дела против редакции телепрограммы НТВ «Куклы» по тому же обвинению (в оскорблении президента РФ), и тогда же закрыто).
В 2001 году проходил по уголовному делу, возбуждённому ФСБ в связи с публикацией в журнале «Сепаратист» заявления в поддержку чеченской независимости, у него на квартире был произведён обыск.
В конце 2004 года стал также редактором печатавшегося в Москве журнала «Сепаратист» — издания Российского общества за независимость Чечни (РДНЧ). Вскоре после этого, 20 января 2005 года, был арестован и затем осужден Останкинским судом г. Москвы на два года лишения свободы по обвинению в хранении оружия. Как утверждала защита и сам обвиняемый, оружие (пистолет ТТ) было ему подброшено в ходе операции спецслужб, с целью пресечь его журналистскую деятельность. Первый приговор (два года лишения свободы) был отменён вышестоящим судом, но второй приговор повторил ту же меру наказания. Проводилась кампания в его защиту, как политзаключённого. Валерия Новодворская выступала свидетелем защиты на двух его процессах, причём заявила: «В России сегодня много политзаключённых. Это и сетевой журналист Павел Люзаков, которому подкинули пистолет ТТ при попытке приобрести газовый пистолет. Ни отпечатков пальцев, ни каких-либо других доказательств нет, но этого хватило, чтобы бросили его в обычную уголовную тюрьму. Только за то, что он писал для интернет-издания „Кавказ-центр“, поддерживая тех чеченцев, которые ведут праведную борьбу за свою свободу». В качестве защитника Павла Люзакова в судебном процессе участвовал правозащитник и бывший
политзаключённый Кирилл Подрабинек. Заключение отбывал в колониях посёлков Сурмог и Ныроб Пермского края. 19 января 2007 года освобождён из лагеря.
Работал в газете «Экспресс-Хроника», печатался в «Новой газете» (Москва), «Ичкерии» (Грозный), «Мехк кхел» (Баку), журнале «Кругозор» (Бостон, США).
Решением Центрального районного суда города Омска от 28 ноября 2012 года материал Павла Люзакова «Политзон не будет. Будут лагеря смерти», опубликованный в № 2 газеты «Радикальная политика» за 2011 год, был внесён в Федеральный список экстремистских материалов. По данным информационно-аналитического центра «Сова», статья Люзакова «посвящена созданию спецзон, куда, по мысли автора, будут вскоре отправлять политических заключённых, — и не содержит, как нам представляется, признаков экстремизма».
Павел Люзаков является одним из активистов незарегистрированной оппозиционной партии Демократический Союз.